# Glomel
 Glomel  (en bretón Groñvel) es una población y comuna francesa, situada en la región de Bretaña, departamento de Côtes-d'Armor, en el distrito de Guingamp y cantón de Rostrenen.

## Demografía
| 2364 | 2044 | 1756 | 1534 | 1457 | 1460 |
| Para los censos de 1962 a 1999 la población legal corresponde a la población sin duplicidades (Fuente: INSEE [Consultar]) |      |      |      |      |      |